# Keith Harris (Bauchredner)
Keith Shenton Harris (* 21. September 1947 in Lyndhurst; † 28. April 2015 in Blackpool) war ein britischer Bauchredner.

## Leben
Harris, dessen Eltern Varieté-Künstler waren, trat mit seinem Vater bereits im Alter von neun Jahren auf und sein Vater brachte ihm auch das Bauchreden bei. Mit 14 Jahren begann er seine eigenen Auftritte und Bauchrednerpuppen zu entwickeln. Harris hat im Laufe seiner Karriere etwa hundert verschiedene Puppen gestaltet und eingesetzt. Harris’ Markenzeichen war eine große grüne Ente, die eine von einer Sicherheitsnadel gehaltene Windel trug. Die Ente hatte er „Orville“ nach dem Flugpionier Orville Wright benannt, was ein Witz war, da die Ente sich immer darüber beklagte, dass sie nicht fliegen könne. Mit der Single Orville’s Song erreichte Harris (zusammen mit Orville) 1982 sogar den vierten Platz in der britischen Hitparade. Der Titel wurde über 400.000 Mal verkauft, später aber auch zum schlechtesten jemals aufgenommenen Lied gewählt.
Seinen ersten Fernsehauftritt hatte Harris 1965. Von 1982 bis 1986 hatte er mit der Keith Harris Show bei der BBC eine eigene Sendung am Samstagabend. Von 1990 bis 1993 war er ebenfalls bei der BBC der Gastgeber der Quack Chat Show. Nach der Einstellung dieser Sendung folgte eine beruflich schwierige Zeit, in der er mit persönlichen Problemen auffiel und zweimal Privatinsolvenz anmelden musste. 2004 trat er in einer Waschmittelwerbung und 2005 im Musikvideo von Peter Kay zu dem Tony-Christie-Hit Is this the way to Amarillo auf. Diese Auftritte leiteten ein Comeback für Harris ein.
2013 wurde bei Harris Krebs diagnostiziert. Er unterzog sich einer Operation und hatte eine Knochenmarkstransplantation, nach der er wieder auftrat. Harris erlag seinem Krebsleiden, das später erneut in der Leber auftrat, im April 2015 in seinem Zuhause in Blackpool.
Harris war viermal verheiratet. Mit seiner letzten Frau, mit der er seit 1999 verheiratet war, bekam er einen Sohn und eine Tochter. Aus seiner zweiten Ehe ging eine Tochter hervor.